# Adam Pavlásek
 Adam Pavlásek  (nacido el 8 de octubre de 1994) es un tenista profesional checo nacido en la ciudad de Bílovec. 

## Carrera
Su mejor ranking individual es el Nº 72 alcanzado el 9 de enero de 2017, mientras que en dobles logró la posición 38 el 01 de abril de 2024.
Ha logrado hasta el momento 4 título en individual y 6 título de la categoría ATP Challenger Tour en la modalidad de dobles, así como también ha obtenido varios títulos Futures tanto en individuales como en dobles.

### 2014
A mediados de julio ganó el Challenger de Posnania disputado en Polonia. Junto al moldavo Radu Albot como compañero derrotaron en la final a la pareja formada por el polaco Tomasz Bednarek y el finés Henri Kontinen por 7-5, 2-6, 10-8.

## Títulos ATP (1; 0+1)

### Dobles (0)
| Leyenda                         |
| Grand Slam (0)                  |
| ATP Wourld Tour Finals (0)      |
| ATP World Tour Masters 1000 (0) |
| ATP World Tour 500 (0)          |
| ATP World Tour 250 (0)          |

#### Finalista (4)
| N.º | Fecha                  | Torneo  | Superficie    | Pareja          | Oponentes en la final               | Resultado           |
| --- | ---------------------- | ------- | ------------- | --------------- | ----------------------------------- | ------------------- |
| 1.  | 22 de octubre de 2023  | Amberes | Dura (i)      | Ariel Behar     | Petros Tsitsipas Stefanos Tsitsipas | 7-6(5), 4-6, [8-10] |
| 2.  | 4 de mayo de 2024      | Madrid  | Tierra batida | Ariel Behar     | Sebastian Korda Jordan Thompson     | 3-6, 6-7(7)         |
| 3.  | 3 de noviembre de 2024 | París   | Dura (i)      | Lloyd Glasspool | Wesley Koolhof Nikola Mektić        | 6-3, 3-6, [5-10]    |
| 4.  | 20 de julio de 2025    | Bastad  | Tierra batida | Jan Zieliński   | Guido Andreozzi Sander Arends       | 7-6(4), 5-7, [6-10] |

## Títulos; 10 (4 + 6)
| Leyenda             | Individuales | Dobles |
| ------------------- | ------------ | ------ |
| ATP Challenger Tour | 4            | 6      |

### Individuales (4)
| No. | Fecha                    | Torneo                   | Superficie    | Rival en la final       | Resultado           |
| --- | ------------------------ | ------------------------ | ------------- | ----------------------- | ------------------- |
| 1.  | 20 de junio de 2015      | Challenger de Poprad     | Tierra batida | Hans Podlipnik-Castillo | 6-2, 3-6, 6-3       |
| 2.  | 11 de junio de 2016      | Challenger de Praga      | Tierra batida | Stéphane Robert         | 6-4, 3-6, 6-3       |
| 3.  | 18 de septiembre de 2016 | Challenger de Banja Luka | Tierra batida | Miljan Zekić            | 3-6, 6-1, 6-4       |
| 4.  | 12 de mayo de 2018       | Challenger de Roma       | Tierra batida | Laslo Djere             | 7-6(1), 6-7(9), 6-4 |

### Dobles (6)
| No. | Fecha               | Torneo                   | Superficie    | Pareja       | Rival en la final                       | Resultado        |
| --- | ------------------- | ------------------------ | ------------- | ------------ | --------------------------------------- | ---------------- |
| 1.  | 19 de julio de 2014 | Challenger de Poznań     | Tierra        | Radu Albot   | Tomasz Bednarek Henri Kontinen          | 7-5, 2-6, 10-8   |
| 2.  | 20 de enero de 2019 | Challenger de Koblenz    | Dura (i)      | Zdeněk Kolář | Jürgen Melzer Filip Polasek             | 6-3, 6-4         |
| 3.  | 16 de abril de 2022 | Challenger de Madrid     | Tierra batida | Igor Zelenay | Rafael Matos David Vega Hernández       | 6-3, 3-6, [10-6] |
| 4.  | 14 de mayo de 2022  | Challenger de Zagreb     | Tierra batida | Igor Zelenay | Domagoj Bilješko Alexandr Chepelev      | 4-6, 6-3, [10-2] |
| 5.  | 30 de julio de 2022 | Challenger de Zug        | Tierra batida | Zdeněk Kolář | Karol Drzewiecki Patrik Niklas-Salminen | 6-3, 7-5         |
| 6.  | 7 de enero de 2023  | Challenger de Nonthaburi | Dura          | Marek Gengel | Hans Hach Verdugo Robert Galloway       | 7-6, 6-4         |